# Astacilla dilatata
Astacilla dilatata es una especie de crustáceo isópodo marino de la familia Arcturidae.

## Distribución geográfica
Se distribuye por el Atlántico nororiental y el mar Mediterráneo occidental.